# Strada provinciale 35 Bergamo-Nembro-Albino
La strada provinciale 35 Bergamo-Nembro (SP 35), precedentemente nota come strada provinciale 35 Bergamo - Nembro - Albino, è una strada provinciale italiana che percorre il tratto iniziale della valle Seriana.
Inizia sul confine tra il comune di Bergamo e quello di Torre Boldone dal semaforo di via Correnti. Da qui inizia il tratto di quasi 6 km, sotto forma di strada extraurbana secondaria, al quale si allacciano con svincoli tutte le principali strade che conducono ai paesi della val Seriana inferiore. Dopo l'uscita di Alzano Lombardo, la strada incontra una rotatoria, la quale segna il termine della strada provinciale 35, che permette il collegamento alla superstrada Seriate-Nembro-Cene attraverso una bretella.
| SUPERSTRADA BERGAMO-NEMBRO |                                                                    |      |           |
| Tipologia                  | Indicazione                                                        | ↓km↓ | Provincia |
|                            | via Martinella eccetto (dx) Bergamo Redona (sx)                    | 3    | BG        |
| (in dir. sud solo entrata) | Torre Boldone                                                      | 3,5  | BG        |
| (solo in dir. sud)         | Torre Boldone                                                      | 4,5  | BG        |
|                            | Ranica Gorle                                                       | 5,5  | BG        |
|                            | Alzano Lombardo Villa di Serio ospedale basilica museo San Martino | 6,5  | BG        |
|                            | zona industriale Alzano Clusone passo della Presolana              | 7    | BG        |
|                            | Nembro Viana Madonna dello Zuccarello                              | 7,2  | BG        |
|                            | Nembro Clusone passo della Presolana                               | 8    | BG        |

## SP 35 dir
La SP 35 dir è una strada gestita dalla provincia di Bergamo e collega la superstrada Bergamo-Nembro alla Strada Statale 671. 
| COLLEGAMENTO -                              |                                                                       |      |           |
| Tipologia                                   | Indicazione                                                           | ↓km↓ | Provincia |
| solo uscita dir. nord solo entrata dir. sud | Clusone Bergamo Milano-Venezia (casello di Bergamo)                   | 0    | BG        |
|                                             | Seriate Milano-Venezia (casello di Seriate) Villa di Serio Pradalunga | 0,3  | BG        |
| solo uscita solo dir. sud                   | Milano-Venezia (casello di Bergamo) Bergamo                           | 0,4  | BG        |
|                                             | Clusone passo della Presolana zona industriale Alzano Bergamo         | 0,5  | BG        |